# 仁武庄

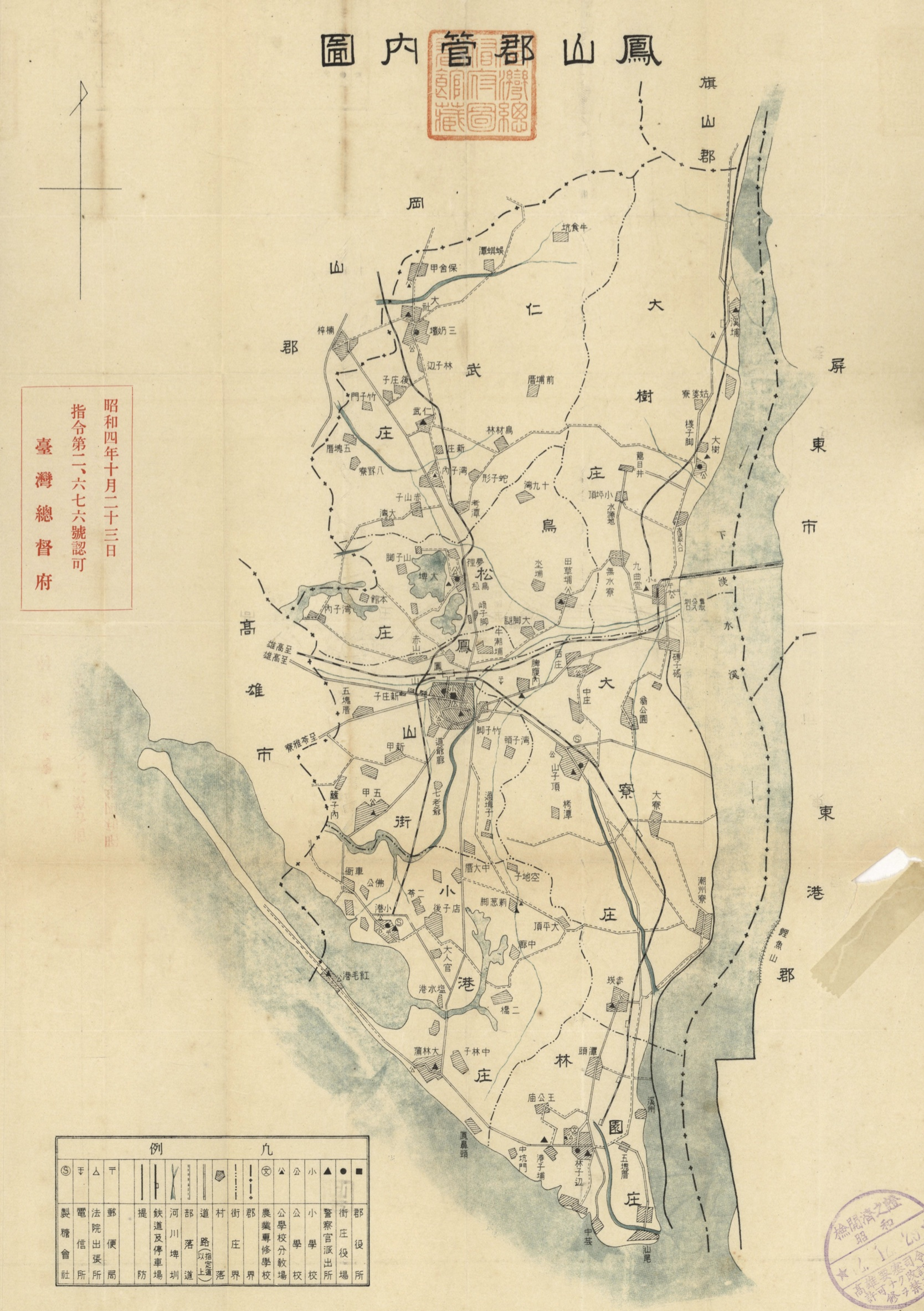
鳳山郡管內圖

仁武庄為臺灣日治時期1920年至1945年間存在之行政區，轄屬高雄州鳳山郡。今高雄市仁武區及大社區。1934年時約有人口9,522人。

## 行政區劃
仁武地區在清代屬觀音中里、觀音下里、半屏里，在1897年5月隸屬於鳳山縣阿公店、打狗辨務署。1898年2月5日，鳳山縣公告劃設區，觀音中里分為「楠梓坑區、牛食坑區、圳頭區、滾水仔區」，觀音下里分為「考潭區、竹仔門區」，半屏里分為「後勁區、右冲區、大林蒲區」。1898年6月28日，鳳山縣被併入臺南縣。1900年2月12日，觀音中里分為「楠梓坑區、牛食坑區、三奶潭區、保舍甲區」。同年11月15日，觀音中里分為「楠梓坑區、保舍甲區」，觀音下里分為「考潭區、楠梓坑區、仕隆區」，半屏里分為「後勁區」。1901年11月11日，臺灣的行政區劃改為二十廳，隸屬於「鳳山廳楠仔坑支廳」。1904年4月15日，鳳山廳實施街庄整併。此時的劃分如下：
- 後勁區
  - 半屏里：五塊厝庄、八卦藔庄、大灣庄
- 考潭區
  - 觀音下里：前埔厝庄、烏材林庄、蛇仔形庄、考潭庄、灣仔內庄、赤山仔庄、新庄、仁武庄、竹仔門庄
- 楠仔坑區
  - 觀音下里：後庄仔庄
  - 觀音中里：大社庄、林仔邊庄、三奶壇庄
- 保舍甲區
  - 觀音中里：牛食坑庄、蜈蜞潭庄、保舍甲庄

1909年10月25日，臺灣的行政區劃改為十二廳，鳳山廳因此廢止，被併入臺南廳，隸屬「臺南廳楠仔坑支廳」。1920年10月1日，原堡里鄉澚之行政區廢除，街庄社改為大字，上述街庄合併為高雄州高雄郡仁武庄，轄域內分為轄域內分為仁武、前埔厝、烏材林、蛇子形、考潭、灣子內、赤山子、新庄、後庄子、竹子門、五塊厝、八卦寮、大灣、大社、牛食坑、蜈蜞潭、保舍甲、三奶壇、林子邊等19個大字。仁武大字下有「潭底園」、「埤寮子」、「仁武」小字名。1924年12月25日，高雄郡廢郡，劃入鳳山郡。
二戰後，大社、牛食坑、蜈蜞潭、保舍甲、三奶壇、林子邊在1951年8月獨立組成「大社鄉」。
| 1904年   | 1904年   | 1904年                                         | 1920年 | 1920年 | 現在   |
| 堡里     | 區       | 街庄社                                         | 街庄   | 大字   | 鄉鎮   |
| -------- | -------- | ---------------------------------------------- | ------ | ------ | ------ |
| 半屏里   | 後勁區   | 前五塊厝庄、下五塊厝庄                         | 仁武庄 | 五塊厝 | 仁武區 |
| 半屏里   | 後勁區   | 八卦藔庄、後港庄                               | 仁武庄 | 八卦寮 | 仁武區 |
| 半屏里   | 後勁區   | 檨仔林庄、大灣庄                               | 仁武庄 | 大灣   | 仁武區 |
| 觀音下里 | 考潭區   | 仁武庄、田藔庄、埤藔仔庄                       | 仁武庄 | 仁武   | 仁武區 |
| 觀音下里 | 考潭區   | 前埔厝庄、三公藔庄、竹仔坑庄、瓦厝仔庄         | 仁武庄 | 前埔厝 | 仁武區 |
| 觀音下里 | 考潭區   | 烏材林庄                                       | 仁武庄 | 烏材林 | 仁武區 |
| 觀音下里 | 考潭區   | 蛇行仔庄、中庄仔庄                             | 仁武庄 | 蛇子形 | 仁武區 |
| 觀音下里 | 考潭區   | 考潭庄                                         | 仁武庄 | 考潭   | 仁武區 |
| 觀音下里 | 考潭區   | 潭底庄、灣仔內庄、南勢埔庄                     | 仁武庄 | 灣子內 | 仁武區 |
| 觀音下里 | 考潭區   | 赤山仔庄                                       | 仁武庄 | 赤山子 | 仁武區 |
| 觀音下里 | 考潭區   | 新庄                                           | 仁武庄 | 新     | 仁武區 |
| 觀音下里 | 考潭區   | 瓦磘仔庄、竹仔門庄、豆醬宮庄                   | 仁武庄 | 竹子門 | 仁武區 |
| 觀音下里 | 楠梓坑區 | 後庄仔庄                                       | 仁武庄 | 後子   | 仁武區 |
| 觀音中里 | 楠梓坑區 | 大社庄、圳頭庄、竹圍庄、檨仔腳庄               | 仁武庄 | 大社   | 大社區 |
| 觀音中里 | 楠梓坑區 | 三奶壇庄、離仔內庄                             | 仁武庄 | 三奶壇 | 大社區 |
| 觀音中里 | 楠梓坑區 | 林仔邊庄                                       | 仁武庄 | 林子邊 | 大社區 |
| 觀音中里 | 保舍甲區 | 牛食坑庄、加納崎庄、柑仔宅庄、水哮庄、大竹圍庄 | 仁武庄 | 牛食坑 | 大社區 |
| 觀音中里 | 保舍甲區 | 蜈蜞潭庄、箍桶藔庄、北勢林庄                   | 仁武庄 | 蜈蜞潭 | 大社區 |
| 觀音中里 | 保舍甲區 | 保舍甲庄、萬根松庄                             | 仁武庄 | 保舍甲 | 大社區 |

## 設施

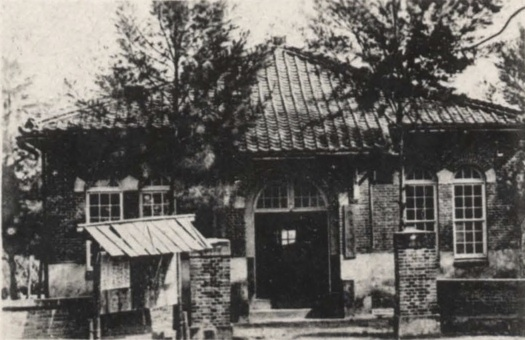
仁武庄役場

- 仁武庄役場仁武庄役場
- 仁武公學校→仁武國民學校（今仁武國小）
- 大社公學校→大社國民學校（今大社國小）
- 總督池（今觀音湖）
- 考潭兵器補給支廠（今考潭營區）